# Diòcesi de Rius
La diòcesi de Rius (en llatí: Dioecesis Rivensis; en francès: Diocèse de Rieux) és una antiga diòcesi de l'Església catòlica a Occitània (França). La seva seu es trobava a la vila de Rius (Alta Garona).

## Territori
La diòcesi de Rius es trobava al sud-oest de l'antiga diòcesi de Tolosa de Llenguadoc. Ocupava una part del nord-est de Comenge i del nord del comtat de Coserans, que depenia de la Gascunya, una part del sud-oest del Llenguadoc i una part del nord del comtat de Foix. Quatre enclavaments, tots del Llenguadoc i situats al comtat de Coserans, completaven la diòcesi.
Tot i que la seu del bisbat es trobava al Volvèstre, aquesta regió no ocupava més que una part d'aquesta diòcesi que arribava fins al comtat de Foix i el Llenguadoc.
El bisbat ocupava una petita part de Comenge:
- Gençac de Garona-Saint-Julien (Gensac-sur-Garonne), Gotavernissa, Gouzens, Sent Julian (Saint-Julien-sur-Garonne), Sent Cristau, Tersac, Montbrun (Montbrun del Boscatge), Sant Cizy, Le Plan, Montberaud, la castellania de Saint-Julien.
- Mondavezan, Les Cunhs, Sanà, Martens (Martras de Garona), Bossens, els Costos (Coux) i Montossin, de la castellania d'Aurinhac.
- Montclar de Comenge, de la castellania de Salias.
- Castèthnau de la Branda, Casties (sense Labrande de Casties-Labrande) i Poi de Toish, de la senyoria de Samatan.
- Mauzac, La Bastida des Feuillans (La Bastida de Clarmont), de la senyoria de Muret.

Comprenia una part del sud-oest del Llenguadoc i dels seus enclavaments, a saber:
Aurivail (Aurivalh), Argain*, Audinac (Audinac-les-Bains*), Vaths, Berat, Bòsc de la Pèira, Calers**, Canens, Cappens (Capens), Carbona, Castanhac, Castillon-la-Grangette**, Caujac, Casèras, Citas*, Coladèra, Escayre (Saint-Paul-de-Mornac)**, Espèrça, Le Hosseret, Gailhac-Toulza (Galhac-Tolzan), Gratens, Grasac, La Caugne (La Caunha), La Fitte-Vigordane (La Hita Bigordana), La Fitte-Volvestre (fusionat amb Montberaud en 1790), La Grâce-Dieu (La Gràcia de Dieu), La Hitère (La Hitèra), La Tor (Latour), La Trapa (Latrape), Larrouzet**, Longatges, Magrens**, Malholàs, Marinhac e las Claras (Marignac-Lasclares), Marignac-d'Aurignac (Marinhac e eras Pèiras), Marlhac, Massabrac, Mauran, Moressac (Moreçac), Montaudet**, Montaut, Montesquieu-de-Volvestre (Montesquiu de Toars), Montgasin, Noèr, Nogarède**, Orsas**, Palamenic, Peishias, Plaigne (Planha), Plan (Le Plan), Ponts-de-Benque (Les)*, Puègdanièl, Rieux (Rius), Saint-Elix (Sent Helitz), Villeneuvette ou Saint-Alary (Saint-Hilaire), Saint-Hippolyte**, Saint-Julien-de-Gailhac**, Saint-Léger**, Saint-Michel-de-Mont-Sabaoth (Saint-Michel), Saint-Pierre-d'Artix**, Saint-Sulpice-du-Lézadais (Saint-Sulpice-sur-Lèze), Sainte-Colombe**, Sainte-Croix (Sainte-Croix-Volvestre), Saintes**, Salles (Salles-sur-Garonne), Terrasse (La)*, ainsi que la paroisse de La Madeleine (une partie de la ville d'Auterive), La paroisse de Saint-Étienne-d'Arbouville (une partie de la ville de Cintegabelle).
Comprenia igualment, envoltada pel Comtat de Foix, una part de l'enclavament llanguedocià de la baronia de Palhèrs, a saber: Palhèrs, Sant-Blaise**, Artigat, Bajou*, Casteras, La Noux (Lanoux), Sant-Michel, Els Cousses (Lescousse), Sant-Martin-de Oydes, Esplas, Montagut (Montégut-Plantaurel), Pujagou**, Gabre, Tourniac**, Agudes-Juntes, Madière.
Comprenia, als Estats de Llenguadoc, l'enclavament de Montjoy (Montjòi de Coserans), Baliar**, Lara**.
Comprenia, al vescomtat de Coserans, els enclavaments llenguadocians d'Alzen, a saber: Alzen (Alzein), Nescus, Larbont, Rimont i Sèish.
Comprenia una part del comtat de Foix, a saber: Lézat (Lézat-sur-Lèze), Villaret**, Saint-Ybars, Escayres**, Sainte-Suzanne***, Saint-Sernin**, Monesple, Fossat (Le), Villeneuve-de-Gragnoulhet (Villeneuve-du-Latoue), Durfort, Brie, Saverdun, Sainte-Colombe**, Justiniac, Cante, Labattut (Labatut), Lissac, Saint-Quirc, Meràs, Sieuras, Loubaut, La Peirèra (Lapeyrère), Martignac**, Niac**, Carla (Le) (Le-Carla-Bayle), Castex, Bastide-de-Besplas (La), Thouars (Thouars-sur-Arize), Fornex, Daumazan (Daumazan-sur-Arize), Sabarat, Bordes (Les) (Bordes-sur-Arize (Les)), Saint-Félix-des-Salinques**, Campagne (Campagne-sur-Arize), Mas-d'Azil (Le), Montfa, Camarade, Mérigon, Mauvezin (Mauvezin-de-Sainte-Croix), Clermont.
- Comprenia també cinc abadies:
- Les abadies benedictines de Lesat i del Mas d'Asilh.
- Les abadies cistercenques de Calers (Gaillac-Toulza) i de les Feuillans (entre Bois-de-la-Pierre (El) i Labastide-Clermont).
- L'abadia de Valnègre (Lissac).

## Història
La diòcesi va ser erigida l'11 de juliol de 1317 mitjançant la butlla Salvador noster del papa Joan XXII, prenent el territori de l'arquebisbat de Tolosa, del que esdevingué sufragània.
Entre els bisbes de Rieux es recorda en particular: Pilfort de Rabastens, primer bisbe, que esdevingué cardenal amb el títol de Sant'Anastasia; Pierre de Saint-Martial, que va ser promogut a arquebisbe de Tolosa; i Pierre d'Abzac de la Douze, ambaixador i arquebisbe de Rouen i després de Narbona.
A inicis del segle xvi es generà un petit cisma a la diòcesi, en tant que el capítol de la catedral no es posà d'acord amb l'elecció del bisbe i en van ser nominats dos, que van fer tot el possible per a fer valer les raons pròpies i els seus drets. El cisma finalment va ser resolt per la Santa Seu, en nomenar a Louis de Valtan.
A Louis de Valtan se li deu la reconstrucció del palau episcopal, destruït després d'un incendi, i l'edificació de la torre exagonal que porta el seu nom (tour Valtan).
La diòcesi va quedar suprimida després del concordat amb la butlla Qui Christi Domini del Papa Pius VII del 29 de novembre de 1801, i el seu territori quedà incorporat al de l'arxidiòcesi de Tolosa.
Des del 19 de gener de 1935 els arquebisbes de Tolosa poden fer servir el títol de bisbes de Rieux.

## Cronologia episcopal
- Pilfort de Rabastens, O.S.B. † (19 d'octubre de 1317 - 20 de desembre de 1320 renuncià)
- Bertrand de Cardaillac † (27 de febrer de 1321 - 20 de juliol de 1324 nomebat bisbe de Cahors)
- Jean Tissandier, O.F.M. † (20 de juliol de 1324 - 1348 mort)
- Durand de la Capelle † (17 de setembre de 1348 - 15 de maig de 1353 nomebat bisbe de Maguelone)
- Jean Roger † (15 de maig de 1353 - 18 de gener de 1357 nomebat bisbe de Carpentras)
- Pierre de Saint-Martial † (18 de gener de 1357 - 12 de desembre de 1371 nomebat bisbe de Carcassona)
- Jean de Lanta † (12 de desembre de 1371 - abans del 1381 mort)
  - Amelius † (15 d'abril de 1381 - 9 de setembre de 1393 renuncià) (administrador apostòlic)
- Thomas † (9 de setembre de 1393 - 1401 mort) (antibisbe)
- Guillaume du Puy † (1401 - 18 de setembre de 1405 nomebat bisbe de Mirepoix)
- Pierre Trousseau de Lévis, O.P. † (18 de setembre de 1405 - de desembre de 1414 mort) (antibisbe)
- Gaucelme du Bousquet † (11 de setembre de 1416 - 1426 mort)
- Hugues de Roffignac † (11 de desembre de 1426 - 1460 renuncià)
- Pierre Bonald † (9 d'abril de 1461 - 1462 mort)
- Geoffroy de Bazillac † (16 de maig de 1462 - març de 1480 mort)
- Pierre d'Abzac de la Douze, O.S.B. † (5 de maig de 1480 - 1 de juny de 1487 nomebat bisbe de Lectoure)
- Hugues d'Espagne † (1 de juny de 1487 - 1500 mort)
  - Sede vacante (1500-1501)
- Louis de Valtan † (28 d'abril de 1501 - 1517 mort)
- Gaspart de Montpezat † (29 de gener de 1518 - 1522 mort)
- Jean de Pins † (22 de desembre de 1522 - 1 de novembre de 1537 mort)
- François du Bourg † (5 de desembre de 1537 - 1568 mort)
- Jean-Baptiste du Bourg † (20 de juliol de 1575 - 31 de desembre de 1602 mort)
- Jean de Bertier † (31 de desembre de 1602 - 1620 mort)
- Jean-Louis de Bertier † (1620 - 17 d'abril de 1662 renuncià)
- Antoine-François de Bertier † (17 d'abril de 1662 - 29 d'octubre de 1705 mort)
- Pierre de Charrité de Ruthie † (13 de setembre de 1706 - 7 de setembre de 1718 mort)
- Alexandre de Jouanne de Saumery † (2 d'octubre de 1719 - 27 d'octubre de 1747 mort)
- Jean-Marie de Catelan † (29 de gener de 1748 - 27 de març de 1771 mort)
- Pierre-Joseph de Lastic-Lescure † (2 de juliol de 1771 - 1801 renuncià)
  - Seu suprimida